# 阿塔拉亚 (巴达霍斯省)
阿塔拉亚（西班牙語：Atalaya）是西班牙埃斯特雷马杜拉巴达霍斯省的一个市镇。总面积23平方公里，总人口358人（2001年），人口密度16人/平方公里。